# Związek Religijny Wyznania Mojżeszowego w Polsce

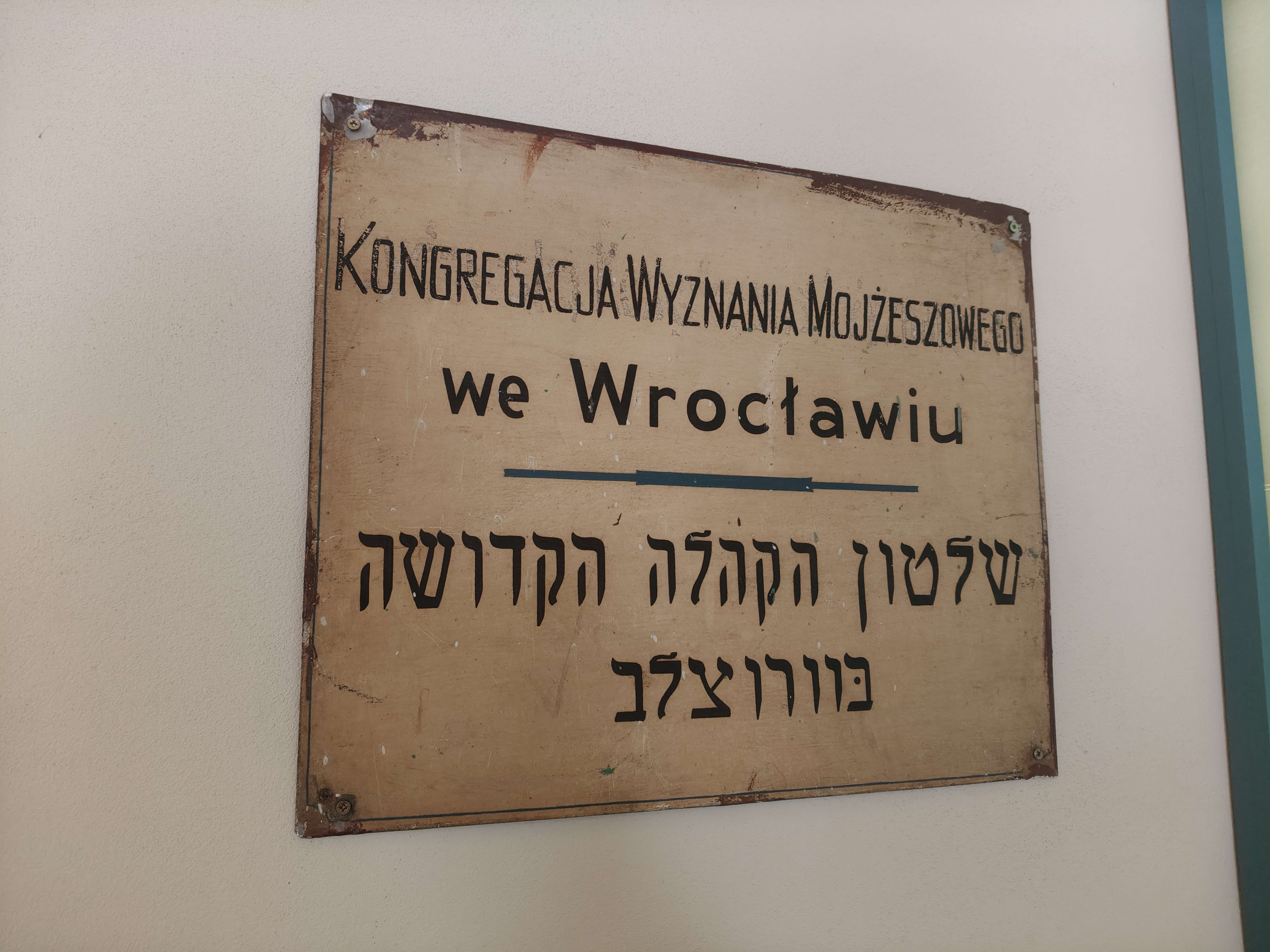
Tabliczka Kongregacji Wyznania Mojżeszowego we Wrocławiu

Związek Religijny Wyznania Mojżeszowego w Polsce – działająca od 1949 roku ogólnopolska organizacja zajmująca się zapewnianiem opieki religijnej dla polskich Żydów.

## Historia
Organizacja została utworzona podczas Ogólnokrajowego Zjazdu Delegatów Żydowskich Kongregacji Wyznaniowych w dniach 9–10 sierpnia 1949 roku. Podczas zjazdu podjęto decyzję o zrzeszeniu wszystkich kongregacji w Związek Religijny Wyznania Mojżeszowego. Pierwszym przewodniczącym organizacji został rabin Szulim Treisman, a przewodniczącym Komitetu Organizacyjnego – Dawid Kahane. Pod koniec 1949 roku działało 41 kongregacji, przy 18 z nich działały kuchnie rytualne, a przy 19 mykwy. Kongregacje korzystały z 43 synagog i domów modlitwy oraz 49 cmentarzy. Pracowało również 15 rabinów, 43 szojchetów oraz 15 moheli. Kolejnymi przewodniczącymi związku byli J. Blank i J. Dattner, niedługo później wyemigrowali jednak z Polski.
Podstawową jednostką w strukturach ZRWM była kongregacja, która nie posiadała jednak osobowości prawnej. Organizacja podlegała Urzędowi do Spraw Wyznań MSW, jednak ostatecznie sytuacja prawna wspólnoty została uregulowana 28 czerwca 1961 roku, kiedy związek został oficjalnie zarejestrowany i jego struktury uzyskały osobowość prawną. W 1963 roku związek obejmował 20 kongregacji: w Bielsko-Białej, Bytomiu, Częstochowie, Dzierżoniowie, Gliwicach, Katowicach, Krakowie, Legnicy, Łodzi, Lublinie, Sosnowcu, Świdnicy, Szczecinie, Tarnowie, Wałbrzychu, Warszawie, Wrocławiu, Włocławku, Zgorzelcu i Żarach. Działało w nich 27 synagog oraz domów modlitwy, pod opieką organizacji znalazły się także 53 cmentarze oraz 9 kuchni rytualnych. Rozprowadzano również mięso z uboju rytualnego oraz macę.
Od 1950 roku działalność organizacji była stopniowo ograniczana, w związku z kolejnymi falami migracji malała również liczba członków – w 1963 roku było ich 6 tysięcy, w 1968 roku do 5 tysięcy. Na początku lat członków było tylko 2 tysiące, w 1982 roku było ich 1892, a w 1990 roku – 1558. Ostatni zjazd organizacji miał miejsce w 1968 roku. W 1973 roku z Polski wyemigrował dotychczasowy prezes organizacji Izrael Izaak Frenkel, kolejnym prezesem został Mojżesz Finkelstein, funkcję tę pełnił do 1991 roku.
W 1984 roku odbył się pierwszy od 1968 roku Zjazd Kongregacyjny ZRWM, podczas którego powołano Zarząd Główny ZRWM. Do głównej działalności statutowej organizacji należały m.in. prowadzenie działalności charytatywnej, opiekuńczej, kulturalnej, działalność na rzecz zapewnienia warunków rozwoju żydowskiego życia religijnego oraz ochrona, renowacja i konserwacja zabytków kultury żydowskiej w Polsce, m.in. cmentarzy. Prezesem pozostał Mojżesz Finkelstein, a od 1988 roku funkcję honorowego prezesa pełnił Szymon Datner.
ZRWM wydawał czasopismo „Kalendarz Żydowski - Almanach”, od 1982 roku przygotowywał także audycje radiowe, które emitowano w Polskim Radiu w wigilę świąt Pesach, Szawuot, Rosz ha-Szana i Jom Kipur. W 1986 roku organizacja zrzeszała 16 kongregacji: w Bielsko-Białej, Częstochowie, Zgorzelcu, Katowicach, Bytomiu, Gliwicach, Krakowie, Legnicy, Łodzi, Szczecinie, Wałbrzychu, Dzierżoniowie, Wrocławiu, Żarach i Warszawie.
Organizacja pozostawała często w konflikcie z władzami państwowymi, Towarzystwem Społeczno-Kulturalnym Żydów w Polsce oraz niektórymi rabinami. Najgłośniejszym konfliktem był najprawdopodobniej konflikt ZRWM z łódzkim rabinem Wawą Morejno.
W 1991 roku na stanowisko prezesa powołano Pawła Wildsteina. W 1992 roku organizację przekstałcono w Związek Gmin Wyznaniowych Żydowskich w Rzeczypospolitej Polskiej.